# Charlie Gehringer
Charles Leonard Gehringer (ur. 11 maja 1903, zm. 21 stycznia 1993) – amerykański baseballista, który występował na pozycji drugobazowego w Detroit Tigers przez 19 sezonów.

## Życiorys
Gehringer studiował na University of Michigan, gdzie grał w futbol, koszykówkę i baseball. W 1924 roku podpisał jako wolny agent kontrakt z Tigers po tym, jak zapolowy tego zespołu Bobby Veach polecił go ówczesnemu właścicielowi klubu Frankowi Navinowi. W Major League Baseball Gehringer zadebiutował 22 września 1924 w meczu przeciwko Boston Red Sox. W sezonie 1929 zdobył najwięcej w American League runów (131) i skradzionych baz (27), a także zwyciężył w klasyfikacji pod względem zaliczonych uderzeń (215), double'ów (45) i triple'ów (19).
W 1933 po raz pierwszy w karierze wystąpił w Meczu Gwiazd, zaś rok później zagrał we wszystkich meczach World Series, w których Tigers ulegli St. Louis Cardinals 3–4. W sezonie 1935 Tigers po raz drugi z rzędu awansowali do World Series i po raz pierwszy w historii klubu zdobyli mistrzowski tytuł po pokonaniu Chicago Cubs 4–2; Gehringer wystąpił w sześciu spotkaniach.
W 1937 miał najlepszą w lidze średnią uderzeń (0,371) i został wybrany najbardziej wartościowym zawodnikiem. Trzy lata później po raz trzeci wystąpił w World Series, w których Tigers przegrali z Cincinnati Reds 3–4. Po raz ostatni zagrał 27 września 1942 w meczu przeciwko Cleveland Indians. Po zakończeniu kariery podczas II wojny światowej służył w marynarce wojennej Stanów Zjednoczonych w stopniu komandora podporucznika. W 1949 wybrano go do Galerii Sław Baseballu. W późniejszym okresie był między innymi menadżerem generalnym i wiceprezydentem Detroit Tigers. Zmarł 21 stycznia 1993 roku w wieku 89 lat.

## Nagrody i wyróżnienia
| Nagroda/wyróżnienie         | Lata                                | Źródło |
| MVP American League         | 1937                                | [ 7 ]  |
| 6× All-Star                 | 1933, 1934, 1935, 1936, 1937, 1938, | [ 2 ]  |
| Zwycięzca w World Series    | 1935                                | [ 5 ]  |
| Baseball Hall of Fame       | od 1949                             | [ 10 ] |
| #2 zastrzeżony przez Tigers | 1983                                | [ 12 ] |